# Joachim Heinrich Sibrand
Joachim Heinrich Sibrand (* 13. März 1670 in Rostock; † 1743 in Wismar) war ein deutscher Rechtsgelehrter und Richter am Wismarer Tribunal.

## Leben
Der Sohn des Johann Sibrand (der Jüngere), Professor der Rechte in Rostock, studierte ab 1685 unter Anleitung seines Vaters an der Universität Rostock Rechtswissenschaften. 1688 ging er für zwei Jahre an die Universität Leipzig. Nach seiner Rückkehr wurde er 1692 in Rostock zum Doktor beider Rechte promoviert. Danach ging er als Hofmeister an die Universität Königsberg und 1699 mit den Söhnen des Grafen von Callenberg an die Universität Jena.
1702 erhielt er eine Professur an der philosophischen Fakultät der Universität Rostock. 1713 wechselte er als Professor der Rechte an die juristische Fakultät. Zwischen 1711 und 1725 wurde er viermal zum Rektor der Hochschule gewählt. 1727 nahm er angesichts seines geringen Gehalts an der Universität einen Ruf als Assessor an das Wismarer Tribunal an. Zum Ende der 1730er Jahre war er schwer erkrankt und konnte nur noch an den vier Gerichtstagen im Tribunal erscheinen. Die Akten bearbeitete er zuhause. In Abstimmung mit Sibrand beantragte das Richterkollegium 1741 seine Versetzung in den Ruhestand bei vollen Bezügen. Seine Arbeit übernahm der Protonotar Carl Claudius von Lillienström, der nach Sibrands Tod 1744 Assessor am Tribunal wurde.